# بلوشیا گوبا

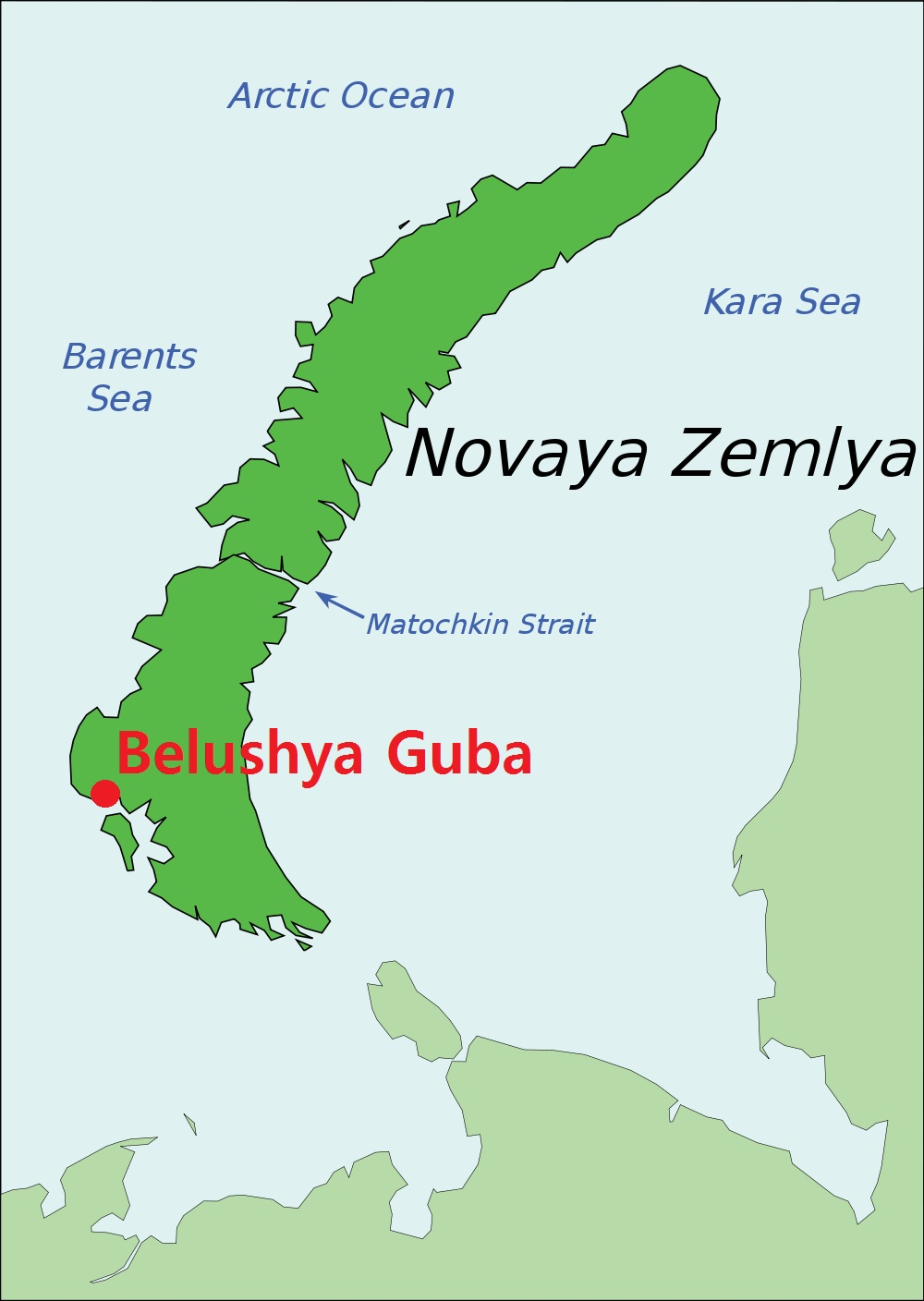
محل بلوشیا گوبا در نوایا زملیا.

بلوشیا گوبا (به روسی: Белу́шья Губа́ به معنی خلیج نهنگ سفید) سکونتگاهی است در استان آرخانگلسک روسیه، واقع در جنوب غربی بخشی از جزیره جنوبی مجمع الجزایر نوایا زملیا که در شمالگان قرار دارد.  بلوشیا گوبا بزرگترین منطقه مسکونی نوایا زملیا است و حدود دو هزار نفر جمعیت دارد و یک پایگاه نیروی دریایی روسیه در آن واقع است.
این شهرک، سکونتگاه اصلی، دائمی و مرکز اداری سرزمین نوایا زملیا است. بلوشیا گوبا در حدود ۹ کیلومتری (۵٫۶ مایلی) جنوب غربی پایگاه هوایی نوگاچوو قرار دارد و بخش بزرگی از جمعیت آن از کارمندان ارتشی مرتبط با محوطه‌های آزمایش هسته‌ای واقع در این جزیره تشکیل شده‌است.

## پیشینه
پس از بازدید از نوایا زملیا در سال ۱۸۹۴، انگلهارد، فرماندار استان آرخانگلسک تصمیم به ایجاد یک قرارگاه جدید در این جزایر گرفت. در سال ۱۸۹۶، یک گروه از کاوشگران در کرانه‌های غرب از نوایا زملیا آغاز به کاوش کرد و در سال بعد از آن بلوشیا گوبا بنا نهاده شد.
در سال ۱۹۵۴یعنی زمانی که نوایا زملیا به عنوان محل آزمایش‌های هسته‌ای برگزیده شد شهر بلوشیا گوبا نیز رو به رشد گذاشت. از جمله بمب‌های مهم هسته‌ای آزمایش‌شده در نزدیکی بلوشیا گوبا می‌توان به بمب تزار اشاره کرد.

## امکانات
بلوشیا گوبا دارای دبستان و دبیرستان، ساختمان‌های آپارتمانی، ۳ هتل، چند فروشگاه، یک ایستگاه تلویزیونی، بیمارستان ۲۰۰ تخت خوابی نیروی دریایی، یک درمانگاه پلی‌کلینیک، یک مرکز افسران نظامی شامل باشگاه ملوانان پایگاه، استخر ۲۵ متری، مرکز تفریحاتی، و یک کلیسای ارتدکس است.
در دراز مدت، ممکن است بلوشیا گوبا به مراکز ترابری مهمی در منطقه تبدیل شود. در حال حاضر پروژه‌ای برای ساخت یک بندر بزرگ نفتی، جهت انتقال به نفتکش‌ها یا دیگر وسایل نقلیه و همچنین طرح‌هایی برای ساخت تأسیسات تولید گاز طبیعی مایع از میدان‌های گازی شبه جزیره یامال در دست اجرا است.